# Intersezione (insiemistica)
In matematica, e in particolare in teoria degli insiemi, l'intersezione (simbolo {\displaystyle \cap }) di due insiemi è l'insieme degli elementi che appartengono a entrambi gli insiemi contemporaneamente.
L'intersezione è un'operazione binaria. Nell'algebra booleana corrisponde all'operatore AND e, in logica, alla congiunzione.

## Definizione
L'intersezione di due insiemi {\displaystyle A} e {\displaystyle B} si denota comunemente con {\displaystyle A\cap B}. Quindi {\displaystyle x} è un elemento di {\displaystyle A\cap B} se e solo se {\displaystyle x} è un elemento degli insiemi {\displaystyle A} e {\displaystyle B} contemporaneamente, in simboli:
{\displaystyle (x\in A\cap B)\Leftrightarrow (x\in A\wedge x\in B).}
Più in generale, data una famiglia qualsiasi {\displaystyle \{A_{\alpha },\alpha \in {\mathcal {I}}\}} di insiemi, l'intersezione è definita come quell'insieme {\displaystyle \cap _{\alpha \in {\mathcal {I}}}A_{\alpha }} a cui un elemento {\displaystyle x} appartiene se e solo se {\displaystyle x} appartiene ad ognuno degli {\displaystyle A_{\alpha }}.

## Proprietà

Diagramma di Eulero-Venn per l'intersezione.

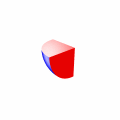
Intersezione di una sfera e un cubo parzialmente sovrapposti

Dalla definizione segue immediatamente che l'intersezione è un'operazione commutativa, in simboli:
{\displaystyle A\cap B=B\cap A.}
Infatti
{\displaystyle x\in A\cap B\Leftrightarrow x\in A\wedge x\in B\Leftrightarrow x\in B\wedge x\in A\Leftrightarrow x\in B\cap A.}
L'intersezione è inoltre un'operazione associativa:
{\displaystyle \left(A\cap B\right)\cap C=A\cap \left(B\cap C\right).}
Infatti
{\displaystyle x\in (A\cap B)\cap C\Leftrightarrow x\in A\cap B\wedge x\in C\Leftrightarrow x\in A\wedge x\in B\wedge x\in C\Leftrightarrow }
{\displaystyle x\in A\wedge x\in B\cap C\Leftrightarrow x\in A\cap (B\cap C).}
Per questo si può rinunciare alle parentesi quando si considera l'intersezione di più di due insiemi, scrivendo semplicemente {\displaystyle A\cap B\cap C}.

## Esempi
Come esempio elementare si devono considerare due insiemi finiti (cioè con un numero finito di elementi) {\displaystyle A=\{1,2,3\}} e {\displaystyle B=\{2,3,4\}}. In questo caso si può verificare direttamente per ogni elemento di {\displaystyle A} se è anche elemento di {\displaystyle B} (o viceversa), ottenendo
{\displaystyle A\cap B=\{2,3\}.}
Un esempio un po' più astratto è dato da due insiemi definiti tramite determinate proprietà dei loro elementi: siano {\displaystyle A} l'insieme dei numeri interi divisibili per {\displaystyle 4} e {\displaystyle B} l'insieme dei numeri interi divisibili per {\displaystyle 6}. In questo caso, {\displaystyle A\cap B} è l'insieme dei numeri interi divisibili sia per {\displaystyle 4} che per {\displaystyle 6}, ovvero tutti i numeri interi divisibili per {\displaystyle 12}.
Gli insiemi dei numeri pari e dei numeri dispari sono disgiunti; infatti un numero non può essere contemporaneamente pari e dispari. L'intersezione di questi due insiemi è quindi l'insieme vuoto.

## Storia
Il simbolo ∩, così come ad esempio anche i simboli ∈, ∪, ⊂, venne introdotto per la prima volta da Giuseppe Peano nel Formulario mathematico, opera pubblicata nel 1895.